# Costa Book Awards
Costa Book Awards (do 2005 roku Whitbread Book Awards) – jedna z najbardziej prestiżowych brytyjskich nagród literackich. Wyróżnienie przyznawano w latach 1971–2021.

## Historia
Nagroda przyznawana była dorocznie w pięciu kategoriach od 1971 roku. Do 2005 roku fundowana przez firmę Whitbread plc, a od kolejnego roku przez Costa Coffee. W 2021 roku dokonano ostatniego rozdania i zakończono pięćdziesięcioletnią historię nagrody.
Nagrody Costa przyznawane były zarówno publikacjom o wysokiej wartości literackiej, jak i książkom dla szerszego odbiorcy. Miały więc bardziej popularny charakter niż Nagroda Bookera. Przyznawanie ich, jako ostatniej nagrody w danym roku, jest jednym z ważniejszych wydarzeń w brytyjskim kalendarzu literackim.
W 1989 roku wokół ich przyznawania powstały kontrowersje, kiedy jurorzy najpierw przyznali nagrodę w kategorii najlepszej powieści Aleksandrowi Stuartowi za The War Zone, a następnie przed ceremonią ją wycofali w atmosferze wzajemnych niedorozumień i ostatecznie przyznali Lindsay Clarke za The Chymical Wedding.

## Przyznawanie nagród
Laureaci nagród wybierani byli w pięciu kategoriach przez pięć niezależnych grup jurorów.
Kategorie te są następujące:
- Najlepsza powieść
- Najlepszy debiut powieściowy
- Literatura dziecięca
- Poezja
- Biografia.

W skład każdego panelu sędziowskiego wchodził zwykle pisarz, wydawca i dziennikarz, którzy ustalali listę czterech nominowanych w swojej kategorii i spośród nich wybierali zwycięzcę.
Laureat w każdej kategorii otrzymywał £5000. Zwycięska książka w jednej z kategorii wybierana była później Książką Roku, a jej autor otrzymywał kolejne £25 000. Książkę roku wybierał dziewięcioosobowy panel sędziowski, w skład którego wchodzili po jednym jurorze z wcześniej orzekających w każdej kategorii (najczęściej pisarze) i czterech dodatkowych (zwykle wśród osób publicznych interesujących się literaturą).
Laureaci nie musieli być Brytyjczykami, ale powinni byli mieszkać na terytorium Wielkiej Brytanii co najmniej przez sześć miesięcy w roku.
W 2012 roku dodano dodatkową kategorię specjalną: opowiadanie. Zwycięzcę tej kategorii wybierano w publicznym głosowaniu spośród trzech opowiadań wybranych przez jury. Zwycięzcy tej kategorii byli wykluczeni z kategorii Książka Roku.

## Laureaci nagrody Costa za Książkę Roku
- 2021 – Claire Fuller, Unsettled Ground[4]

- 2020 – Monique Roffey, The Mermaid of Black Conch[5]
- 2019 – Jack Fairweather, The Volunteer[6]
- 2018 – Bart van Es, The Cut Out Girl[7]
- 2017 – Helen Dunmore, Inside the Wave
- 2016 – Sebastian Barry, Days Without End (wyd. polskie Dni bez końca)
- 2015 – Frances Hardinge, The Lie Tree (wyd. polskie Drzewo kłamstw)
- 2014 – Helen Macdonald, H is for Hawk (wyd. polskie J jak jastrząb)
- 2013 – Nathan Filer, Shock of the Fall
- 2012 – Hilary Mantel, Bringing up the Bodies (wyd. polskie Na szafocie)
- 2011 – Andrew Miller, Pure (wyd. polskie Oczyszczenie)
- 2010 – Jo Shapcott, Of Mutability
- 2009 – Christopher Reid, A Scattering
- 2008 – Sebastian Barry, The Secret Scripture (wyd. polskie Tajny dziennik)
- 2007 – A. L. Kennedy, Day
- 2006 – Stef Penney, The Tenderness of Wolves
- 2005 – Hilary Spurling, Matisse The Master
- 2004 – Andrea Levy, Small Island
- 2003 – Mark Haddon, Dziwny przypadek psa nocną porą
- 2002 – Claire Tomalin, Samuel Pepys: The Unequalled Self
- 2001 – Philip Pullman, The Amber Spyglass (z cyklu Mroczne materie, wyd. polskie Bursztynowa luneta)
- 2000 – Matthew Kneale, English Passengers
- 1999 – Seamus Heaney, Beowulf (tłumaczenie eposu staroangielskiego)
- 1998 – Ted Hughes, Birthday Letters
- 1997 – Ted Hughes, Tales from Ovid
- 1996 – Seamus Heaney, The Spirit Level
- 1995 – Kate Atkinson, Behind the Scenes at the Museum
- 1994 – William Trevor, Felicia’s Journey
- 1993 – Joan Brady, Theory of War
- 1992 – Jeff Torrington, Swing Hammer Swing!
- 1991 – John Richardson, A Life of Picasso
- 1990 – Nicholas Mosley, Hopeful Monsters
- 1989 – Richard Holmes, Coleridge: Early Visions
- 1988 – Paul Sayer, The Comforts of Madness
- 1987 – Christopher Nolan, Under the Eye of the Clock
- 1986 – Kazuo Ishiguro, An Artist of the Floating World (wyd. polskie Malarz świata ułudy)
- 1985 – Douglas Dunn, Elegies
- 1984 – James Buchan, A Parish of Rich Women
- 1983 – John Fuller, Flying to Nowhere
- 1982 – Bruce Chatwin, On The Black Hill (wyd. polskie Na Czarnym Wzgórzu)
- 1981 – William Boyd, A Good Man in Africa
- 1980 – David Lodge, How Far Can You Go? (wyd. polskie Gdzie leży granica)
- 1972 – Susan Hill, The Bird of Night (wyd. polskie Ptak nocy)